# ماريا بيتروفيتش (لاعبة شطرنج)
ماريا بيتروفيتش هي لاعبة شطرنج صربية، ولدت في 1953.

## وصلات خارجية
- ماريا بيتروفيتش على موقع الاتحاد الدولي للشطرنج (الإنجليزية)
- ماريا بيتروفيتش على موقع مباريات الشطرنج (الإنجليزية)
- ماريا بيتروفيتش على موقع 365Chess.com (الإنجليزية)
- ماريا بيتروفيتش على موقع Chesstempo.com (الإنجليزية)
- ماريا بيتروفيتش سجل أولمبياد الشطرنج للسيدات على موقع OlimpBase.org (الإنجليزية)